# Resolutie 2402 Veiligheidsraad Verenigde Naties
Resolutie 2402 van de Veiligheidsraad van de Verenigde Naties werd op 26 februari 2018 met unanimiteit aangenomen tijdens de 8190e bijeenkomst van de Raad. De resolutie verlengde de sancties tegen Jemen met een jaar.

## Standpunten
Deze resolutie werd door Rusland ingediend nadat een vorige tekst van het Verenigd Koninkrijk door een Russisch veto werd weggestemd. De Britse tekst zou de sancties ook aan het gebruik van ballistische raketten hebben gekoppeld, de strijdende partijen hebben opgeroepen te stoppen met aanvallen op de bevolking en noemde verder Iran als een land dat de sancties schond.
De Britse vertegenwoordiger, Jonathan Guy Allen, noemde de aanvallen van de Houthi-rebellen op burgerdoelwitten in Saoedi-Arabië onaanvaardbaar. Hij haalde ook de bevinding van het expertenpanel aan, dat Iran korteafstandsraketten en onbemande luchtvaartuigen had geleverd aan die Houthi-rebellen. Restanten van raketten en onbemande luchtvaartuigen van Iraanse makelij konden geïdentificeerd worden.
Volgens Rusland en Bolivia, die beide tegen de Britse tekst hadden gestemd, was dat niet bewezen. Ruslands vertegenwoordiger Vassily Nebenzia zei dat het Jemen en de regio zou destabiliseren en verdere conflicten in de hand werken. Hij vond dat de tekst technisch van aard moest zijn om de eenheid van de Veiligheidsraad te bewaren, waarop hij dergelijk voorstel indiende. Die tekst werd uiteindelijk wel aangenomen.
De Amerikaanse vertegenwoordiger Kelley Eckels Currie noemde Ruslands standpunt dan weer "pervers". Het expertenpanel had bewezen dat Iran het wapenembargo schond door de raketten te verschaffen waarmee de Houthi's de hoofdsteden van Jemens buurlanden beschoot. Ze zei dat Iran zich achter Ruslands rug verschanste en een gevaar voor de wereld was. De Amerikaanse VN-ambassadeur Nikki Haley zei later dat Rusland Iran een hand boven het hoofd hield met zijn vetorecht.
Sinds het aantreden van Donald Trump als Amerikaans president, was een strategisch partnerschap gegroeid tussen Rusland en Iran. De twee landen werkten ook samen in het conflict in Syrië. Rusland was dan ook Irans voornaamste bondgenoot geworden.

## Achtergrond
Nadat de protesten in Jemen in 2011 een einde hadden gemaakt aan het 33-jarige bewind van president Saleh, laaide ook het langlopende conflict met de Houthi-rebellen in het noordwesten weer op. In september 2014 bestormden zij de hoofdstad, waarop de vorming van een eenheidsregering werd overeengekomen. In januari 2015 bezetten ze ook het presidentieel paleis, waarop de hele regering aftrad. 
In februari werd het parlement afgezet, waarna er een "revolutionair comité" werd gevormd om het land te besturen. Dit leidde tot een burgeroorlog tussen de regering en de Houthi-rebellen. De regering werd daarbij gesteund door een door buurland Saoedi-Arabië geleide coalitie die luchtaanvallen uitvoerde tegen de Houthi.

## Inhoud
De humanitaire toestand in Jemen bleef verergeren. De levering van levensnoodzakelijke hulp aan de bevolking ondervond hinder.
De in 2013–2014 bereikte overeenkomst over een politieke overgang moest geheel en tijdig worden uitgevoerd. Het parlement zou worden hervormd zodat het noorden en het zuiden van het land elk de helft van de leden leverden, en Jemen zou worden opgedeeld in zes bestuurlijke regio's.
De in 2014 ingestelde sancties tegen Jemen – die reisverboden, bevroren tegoeden en een wapenembargo inhielden – werden verlengd tot 26 februari 2019. Het expertenpanel dat toezag op de naleving van de sancties werd eveneens verlengd, tot 28 maart 2019.
Lijst ·  2398 ·  2399 ·  2400 ·  2401 ·  2402 ·  2403 ·  2404 ·  2405 ·  2406 ·  2407 ·  2408 ·  2409 ·  2410 ·  2411 ·  2412 ·  2413 ·  2414 ·  2415 ·  2416 ·  2417 ·  2418 ·  2419 ·  2420 ·  2421 ·  2422 ·  2423 ·  2424 ·  2425 ·  2426 ·  2427 ·  2428 ·  2429 ·  2430 ·  2431 ·  2432 ·  2433 ·  2434 ·  2435 ·  2436 ·  2437 ·  2438 ·  2439 ·  2440 ·  2441 ·  2442 ·  2443 ·  2444 ·  2445 ·  2446 ·  2447 ·  2448 ·  2449 ·  2450 ·  2451